# Ettringen (Renania-Palatinato)
Ettringen è un comune di 2 744 abitanti della Renania-Palatinato, in Germania.
Appartiene al circondario (Landkreis) di Mayen-Coblenza (targa MYK) ed è parte della comunità amministrativa (Verbandsgemeinde) di Vordereifel.
Il paese ha dato il proprio nome a un minerale scoperto per la prima volta nei suoi dintorni: l'ettringite.